# Колдуэлл, Сьюзан
Сьюзан Линда Колдуэлл (англ. Susan Linda Caldwell; род. 2 октября 1958) — английская шахматистка.

## Биография
Многократная участница чемпионатов Великобритании по шахматам среди женщин, в которых три раза завоевала медали (1974, 1977, 1978), в том числе в 1978 году проиграла дополнительный матч за первое место Шейле Джексон со счетом 0:2.
В 1975 году вместе с командой Англии победила на командном турнире в честь 800-летия Глазго. На своей доске показала стопроцентный результат — 3 очка из 3 возможных. В 1978 году в Кикинде заняла 7-е место на юниорском первенстве Европы по шахматам среди девушек. В 1981 году в Бенидорме поделила 4-е — 5-е место на зональном турнире стран Западной Европы в розыгрыше чемпионата мира по шахматам среди женщин.
Представляла сборную Англии на шахматных олимпиадах, в которых участвовала три раза (1976—1980). В командном зачёте завоевала серебряную (1976) медаль.
В 1980-е годы занялась издательским бизнесом. Автор учебных книг по шахматам для начинающих.